# Konrad von Zedlitz und Neukirch
Konrad Gottlob Ferdinand Freiherr von Zedlitz und Neukirch (* 21. Februar 1789 in Harpersdorf, Landkreis Goldberg, Schlesien; † 5. Februar 1869 in Berlin) war ein preußischer Generalmajor.

## Leben

### Herkunft
Seine Eltern waren der Landrat Caspar Conrad Gottlieb von Zedlitz (* 1762; † 7. Juni 1842) und dessen Ehefrau Eleonore Friederike, geborene Trützschler von Falkenstein (* 26. April 1768; † 26. März 1820) aus dem Haus Zessel. Sie war die Tochter des polnisch-sächsischen Generalmajors Julius Ferdinand Trützschler von Falkenstein († 1775) und der Freiin Eleonore Elisabeth von Zedlitz und Wilkau (1731–1775). Sein Vater war Herr auf Nieder-Harpersdorf (1817 verkauft) und Mitglied des Johanniterordens. Seine Schwester Ernestine Charlotte Emilie (1799–1870) war mit dem Generalleutnant Philipp von Uttenhoven und seine Schwester Friederike Elenore Henriette (1790–1863) mit dem Generalmajor August von Sommerfeld verheiratet.

### Werdegang
Zedlitz bekam seine Schulbildung auf dem Pädagogium in Halle. Am 1. August 1806 wurde er als Junker im Dragonerregiment „von Prittwitz“ der Preußischen Armee angestellt. Im Vierten Koalitionskrieg kämpfte er in den Gefechten bei Strehlen, Breslau, Rothwaltersdorf und Glatz.
Nach dem Frieden von Tilsit wurde Zedlitz am 1. April 1807 Sekondeleutnant bei der Schlesischen Kavallerie des Fürsten Pletz. Am 18. Februar 1809 kam er in das Garde-Ulanen-Regiment, wobei am 11. April 1810 sein Patent auf den 28. November 1807 rückdatiert wurde. Zedlitz avancierte am 14. März 1812 zum Premierleutnant und im Vorfeld der Befreiungskriege kam er als Stabsrittmeister in das Leichte Garde-Kavallerie-Regiment. Während des Krieges kämpfte er in den Schlachten bei Dresden, Kulm, Leipzig, Brienne, La Rothiere, Paris sowie den Gefechten bei Kahla, Arcis-Sur-Aube, Vitry und Troyes. Bei Kahla erwarb er das Eiserne Kreuz II. Klasse, bei Arcis-Sur-Aube den Orden der Heiligen Anna III. Klasse und bei Vitry den Orden des Heiligen Wladimir IV. Klasse.
Am 29. März 1815 kam Zedlitz als Rittmeister und Eskadronchef in das 8. Dragoner-Regiment. Daran schloss sich ab dem 27. Februar 1819 eine Verwendung im 8. Kürassier-Regiment an. Mit seiner Beförderung zum Major 15. Juni 1823 wurde er als etatsmäßiger Stabsoffizier verwendet. Am 30. März 1839 beauftragte man ihn mit der Führung des 2. Husaren-Regiment und ernannte Zedlitz am 28. Januar 1840 zum Regimentskommandeur. In dieser Eigenschaft wurde er am 10. September 1840 Oberstleutnant und am 12. September 1841 mit dem Roten Adlerorden IV. Klasse ausgezeichnet. Am 7. April 1842 folgte seine Ernennung zum Kommandeur des 4. Kürassier-Regiments und am 22. März 1842 die Beförderung zum Oberst. In Genehmigung seines Abschiedsgesuches wurde Zedlitz am 8. März 1845 mit Pension zur Disposition gestellt.
Zedlitz wurde am 22. März 1845 zum Ritter des Johanniterordens ernannt und am 25. Juni 1845 mit dem Ritterkreuz des Ordens vom Niederländischen Löwen ausgezeichnet. Am 28. November 1849 bekam er seinen Abschied als Generalmajor mit Pension. Anlässlich der Krönung von König Wilhelm I. erhielt Zedlitz am 18. Oktober 1861 den Roten Adlerorden III. Klasse mit Schleife. Er starb am 5. Februar 1869 in Berlin und wurde am 8. Februar 1869 auf dem Invalidenfriedhof beigesetzt.

### Familie
Er heiratete am 14. November 1820 in Nieder-Harpersdorf Marie Antoinette Luise Auguste von Sommerfeld (* 8. April 1792; † 14. November 1875), eine Tochter des Majors August von Sommerfeld. Das Paar hatte mehrere Kinder:
- Auguste Friederike Marie (* 9. Juli 1822; † um 1872)
- Konrad (* 16. Oktober 1830; † 24. Mai 1917), Major a. D. und Postdirektor ⚭ 1870 Anna Elie Minna Wachs (* 23. Januar 1843; † 30. Dezember 1924)
- Louis (* 4. April 1831; † 5. April 1870), Hauptmann im Invalidenhaus, starb an den Spätfolgen seiner Verletzungen von 1866
- Anna (* 14. Oktober 1837; † 17. Mai 1917)